# Моя страна (албум)
„Моя страна“ е третият студиен албум на певеца и композитор Емил Димитров, състоящ се от една дългосвиреща грамофонна плоча, издадена от „Балкантон“ под каталожен номер ВТА 1217 през 1970 г. На лицето на обложката на черен фон е изобразен певецът и списък на песните, като „Моя страна“ е с по-големи букви. Тъй като нерядко плочите от въпросния период не съдържат недвусмислено заглавие на албум, често се взема за загавие първата песен. На етикета на плочата за заглавие пише „Пее Емил Димитров“. Хитове от този албум са: „Моя страна“, „Лидия“, „Само тази нощ“ и „Когато отиваш там при другия“. Албумът съдържа общо 12 песни.

## Списък на песните в албума
| №  | Заглавие                       | Автор(и)                                                  | Време |
| -- | ------------------------------ | --------------------------------------------------------- | ----- |
| 1  | „Моя страна“                   | музика: Емил Димитров, текст: Васил Андреев               | 3:51  |
| 2  | „Лети, отлита“                 | музика: Емил Димитров, текст: Васил Андреев               | 3:05  |
| 3  | „Ние се оженихме“              | музика: Емил Димитров, текст: Васил Андреев               | 4:40  |
| 4  | „Хей, Мадлен“                  | музика: Емил Димитров, текст: Найден Вълчев – Митко Щерев | 2:41  |
| 5  | „Имах другари“                 | музика: Емил Димитров, текст: Васил Андреев               | 2:52  |
| 6  | „Песен за Плевен“              | музика: Емил Димитров, текст: Васил Андреев               | 3:42  |
| 7  | „И ако някой ден“              | музика: Александър Йосифов, текст: Васил Андреев          | 3:03  |
| 8  | „Само тази нощ“                | музика: Емил Димитров, текст: Васил Андреев               | 4:22  |
| 9  | „Елеонора“                     | музика: Митко Щерев, текст: Васил Андреев                 | 2:53  |
| 10 | „Раздяла“                      | музика: Александър Йосифов, текст: Павел Матев            | 3:26  |
| 11 | „Когато отиваш там при другия“ | музика: Емил Димитров, текст: Васил Андреев               | 4:35  |
| 12 | „Лидия“                        | музика: Емил Димитров, текст: Васил Андреев               | 3:17  |

Съпровод: Оркестър „Синьо-белите“, диригент: Митко Щерев.